# Mavis Freeman
Pour les articles homonymes, voir Freeman.
Mavis Freeman, née le 7 novembre 1918 à New York et morte en octobre 1988, est une nageuse américaine spécialiste des épreuves en nage libre.

## Palmarès

### Jeux olympiques
- Jeux olympiques de 1936 à Berlin (Allemagne) :
  -  Médaille de bronze sur 4 x 100 m nage libre[1].